# كيرين غولدزورثي
كيرين غولدزورثي (بالإنجليزية: Kerryn Goldsworthy)‏ هي ناقدة أدبية أسترالية، ولدت في 14 مايو 1953.